# Dorpskerk (Leidschendam)

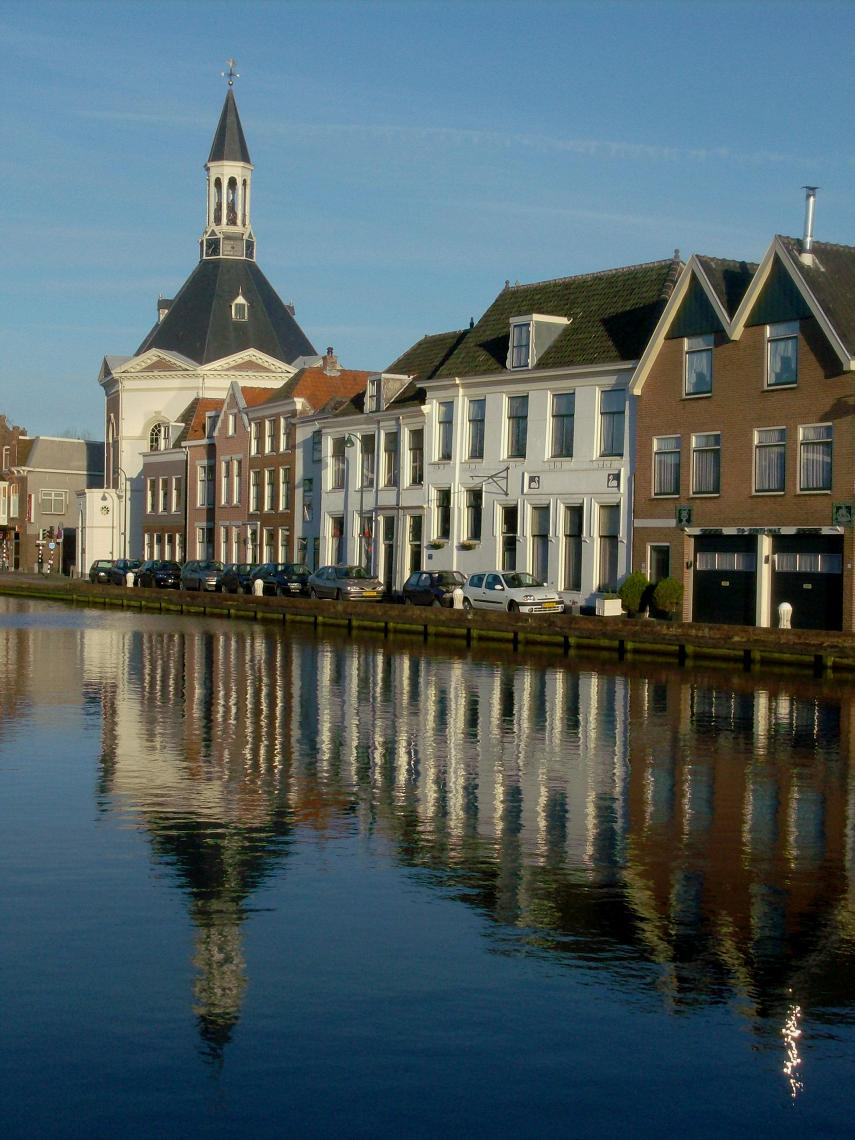
Aanzicht vanaf het Zuiden

De Dorpskerk, bijgenaamd De Peperbus, is een achtzijdige koepelkerk aan de Delftsekade bij het historische centrum van de Nederlandse plaats Leidschendam.

## Gebouw
Na zeven jaar bouwen werd de kerk in 1653 in gebruik genomen.  Architect was Arent van 's-Gravesande, bekend geworden in 1636 na de bouw van het huidige Haags Historisch Museum. De achtkantige kerk kreeg een halfronde koepel en een klokkenstoel met koepeltje. De hoogheemraadschappen Delfland en Rijnland en de steden Delft, Dordrecht, Gouda, Haarlem en Leiden schonken ieder een gebrandschilderd raam.
In 1693 brandde de kerk af. Hij werd in dezelfde stijl door Jacob Roman herbouwd, gefinancierd door onder meer loterijgelden.  
In 1865 veranderde het uiterlijk van de kerk, Tijdens een restauratie werd het koepeldak van de kerk en het kleine koepeltje van de klokkenstoel vervangen door een schuine kap, waardoor de kerk aanzienlijk hoger werd. De ingang van de kerk kreeg een uitwendig portaal.

## Interieur
Het interieur van de kerk is sober en intiem door de achtzijdige vorm. De preekstoel en de herenbank dateren uit 1893, toen de kerk na de brand herbouwd werd. 
Orgel
Het eerste orgel was gemaakt door Louwer. Vermoedelijk was het orgel een schenking, want in de archieven van de kerk is alleen terug te vinden dat bij de in gebruikname op 30 maart 1807 een borrel werd geschonken. Voordien werd er gezongen met een voorzanger.
In 1845 werd het eerste orgel vervangen door een kabinetorgel, dat de Hervormde Gemeente voor 750 gulden kocht was bij pianomaker Van Ray in de Amsterdamse Kalverstraat. Het was een orgel uit 1793. In 1865 schonk prinses Marianne de gemeente 150 gulden om de houten frontpijpen te laten vervangen door tinnen frontpijpen. 
In 1896 werd door Van Gelder voor 1600 gulden een nieuw orgel geplaatst. 